# Kino 64 U Hradeb
Kino 64 U Hradeb se nachází v Mostecké ulici u Malostranského náměstí přímo na takzvané Královské cestě. V podzemí domu číslo 273/21 zde od roku 1964 do roku 2002 působilo významné premiérové kino. Po nepodařené privatizaci a povodních bylo kino v roce 2002 uzavřeno a chátralo. Postupně vzniklo několik iniciativ snažících se o odkup a obnovu prostoru. Od roku 2015 obnovu kina realizuje nový majitel Jan Čep. V roce 2024 bylo obnoveno a modernizováno přízemí prostoru, kde budou organizovány kulturní, společenské i vzdělávací akce. Práce na rekonstrukci kinosálu dále pokračují. Cílem obnovy je zachovat historického ducha prostoru s důrazem na moderní technologie, inovace a udržitelnost. Vzniká prostor s různorodými možnostmi využití, který svým programem navazuje na původní slavnou historii významného československého kina a moderně ji rozvíjí.

## Historie
Šlo o premiérové kino, před rokem 1989 bylo možná nejmoderněji vybaveným kinem v Praze. Kino vzniklo jako součást novostavby na adrese Mostecká 21, která nahradila dva domy z 2. poloviny 19. století. Stavět se začalo v druhé polovině 50. let podle projektu Miroslava Hudce. Kino bylo vybudováno v bruselském stylu a kromě promítacího sálu zde byl i mléčný bar a restaurace. Kapacita kina byla 540 míst. Otevřelo se 25. září 1964 filmem Starci na chmelu. V únoru 1965 zde měl českou premiéru film Vinnetou. Kino hostilo slavné snímky české nové vlny. Premiéru zde měl i film Případ pro začínajícího kata (1969), který byl později zakázán, ale symbolicky se v průběhu listopadové revoluce 1989 konala v Kině 64 U Hradeb jeho obnovená premiéra.
Kino zaniklo v roce 2002. Hrát se přestalo v květnu, následně zde bylo provozováno černé divadlo a výstava pavouků a mučících nástrojů. V srpnu byl sál vyplaven povodní a tehdejší majitel objektu zde následně chtěl vybudovat garáže, proti čemuž protestoval Klub Za starou Prahu.

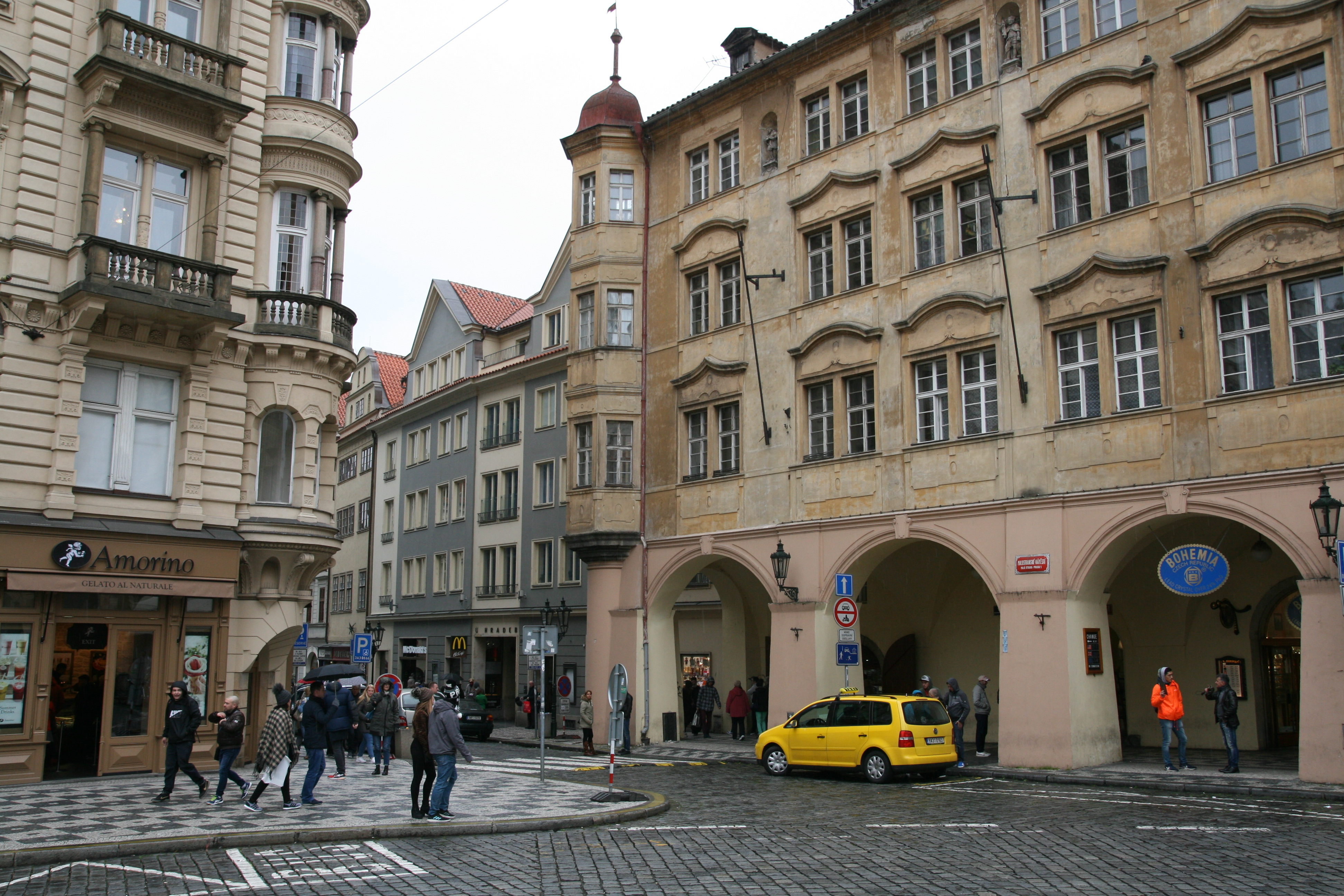
Pohled z Malostranského nám. do Mostecké ulice s domem U Hradeb (s šedou fasádou)

V roce 2014 o obnovu kina usiloval Nadační fond Obruč, který chtěl v objektu kromě promítacího sálu otevřít i kavárnu a expoziční prostory.
Od srpna 2015 probíhají v objektu záchranné práce a rekonstrukce. O obnovu kina usiluje spolek Jsme U Hradeb, jehož předsedou je Jan Čep. Který se snaží privatizovat celou budovu, včetně bytových jednotek.